# Silex files
Silex files is een Belgische stripreeks die begonnen is in februari 2002 met Philippe Foerster als schrijver en tekenaar.

## Albums
Alle albums zijn geschreven en getekend door Philippe Foerster en uitgegeven door Le Lombard.
1. Ontbrekende schakels
2. De stilte van de fossielen
3. Psycho-sapiens